# Felimida krohni
Doris de Krohn
Espèce
Synonymes
- Chromodoris krohni

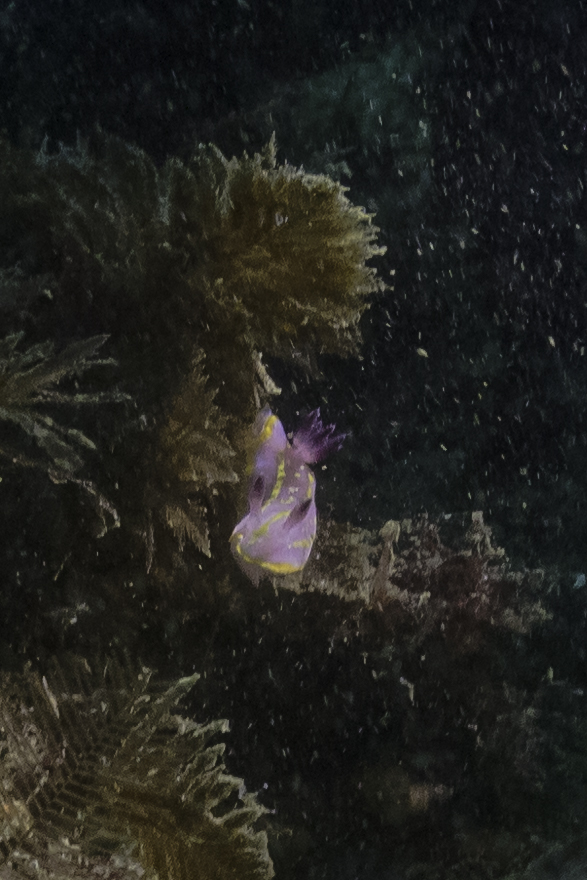
Felimida krohni

Le doris de Krohn (Felimida krohni) est une espèce de mollusques nudibranches marins de la famille des chromodorididés.

## Description
Ce nudibranche d'une taille de 5 à 30 millimètres, possède un manteau rose à bleu pâle, bordé d'un liseré jaune et traversé par trois lignes jaunes plus ou moins nettes sur le
dos, ainsi que très souvent des petites tâches de même couleur. Les rhinophores, lamellés, et le panache branchial sont pourpres et rétractiles. Ces couleurs aposématiques servent de signal de défense contre les prédateurs comme les poissons, ce doris étant capable de stocker les spicules et le venin toxique des éponges (Ircinia, Hymeniacidon, …) dont il se nourrit en les râpant avec sa radula.

## Habitat et répartition
Cette limace de mer carnivore vit en mer Méditerranée, sur les côtes de la Manche ou de l'Atlantique, où elle fréquente des profondeurs comprises entre 5 et 30 mètres.

## Étymologie
L'origine du nom du genre Felimida, originellement créé en 1971 par les malacologues Eveline et Ernst Marcus, n'est pas connue. Elle est sans doute à chercher dans la sympathie appuyée de ce dernier pour les chats (Felis). krohni est un hommage au zoologiste russe August David Krohn (en) (1803-1891).

## Espèces similaires
Parmi les Chromodoris:
- C. luteopunctata (Gantès, 1962)
- C. luteorosea (Von Rapp, 1827)
- C. purpurea ((Risso in Guérin, 1831)

Parmi les Hypselodoris:
- H. cantabrica
- H. fontandraui
- H. gasconi
- H. orsinii
- H. picta
- H. tricolor
- H. villafranca

Parmi les Felimida:
- F. britoi (Vérany, 1846)